# HR 4729
Désignations
HR 4729, également désignée HD 108250 voire 25 G. Crucis, est une étoile multiple de la constellation de la Croix du Sud. Sa magnitude apparente combinée est de 4,79. D'après la mesure de sa parallaxe annuelle par le satellite Gaia, le système est situé à environ 106 pc (∼346 al) de la Terre. C'est un compagnon proche d'α Crucis qui est parfois désigné α Crucis C.

## Nomenclature
HR 4729 est la désignation de l'étoile dans le Bright Star Catalogue. Elle est également souvent répertorié par sa désignation dans le catalogue Henry Draper de HD 108250. En raison de sa proximité apparente avec α Crucis, elle est incluse dans la plupart des catalogues d'étoiles doubles et multiples comme α Crucis C. Elle est également répertoriée comme la 25e étoile de la Croix dans l'Uranometria Argentina de Banjamin Gould, sous la désignation de 25 G. Crucis.

## Histoire
HR 4729 a été observé comme un compagnon d'α Crucis pour la première fois en 1829 par James Dunlop, depuis Parramatta dans l'état australien de Nouvelle-Galles du Sud. Dès 1916, il avait été remarqué que HR 4729 possédait une vitesse radiale variable, indiquant qu'il s'agissait probablement d'un système binaire, mais ses éléments orbitaux n'ont pas été calculés avant 1979.

## Système

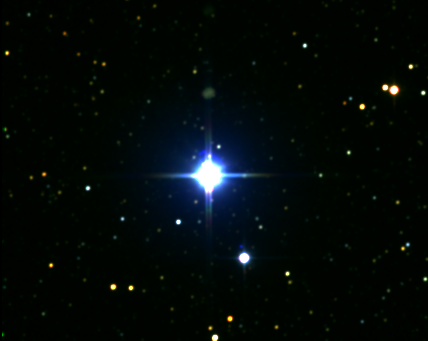
Image du système d'α Crucis, avec HR 4729 qui est l'étoile bleutée moins brillante située en-dessous à droite.

HR 4729 est localisée à 90 secondes d'arc du système triple d'α Crucis, avec qui elle partage un mouvement commun dans l'espace, suggérant ainsi qu'elle pourrait lui être gravitationnellement liée. Il est généralement admis qu'elle fait partie du système, d'où sa désignation d'α Crucis C,.
HR 4729 est elle même une binaire spectroscopique serrée avec une période de seulement 1 jour et 5 heures. Pas moins de huit autres étoiles sont également répertoriées dans le groupe visuel d'α Crucis, jusqu'à une distance d'environ deux minutes d'arc. Un compagnon en particulier, situé à seulement 2″ de HR 4729, a été résolu à l'aide de la méthode de l'optique adaptative dans les longueurs d'onde de l'infrarouge. Il a été désigné α Crucis P lors de sa découverte, voire α Crucis CP en raison de sa proximité avec HR 4729. Dans les catalogues modernes il apparaît comme α Crucis D.
Rizzuto et al. ont déterminé en 2011 que le système d'α Crucis, y compris HR 4729, était probablement membre (avec une probabilité de 66 %) du sous-groupe Bas-Centaure Croix du Sud de l'association Scorpion-Centaure, qui est l'association d'étoiles massives de types O et B la plus proche du Système solaire. Il n'était précédemment pas considéré comme en étant membre.

## Propriétés stellaires
La composante primaire du système de HR 4729 est classée comme une étoile bleu-blanc de la séquence principale chaude de type spectral B5 V, qui est près de dix fois plus massive que le Soleil. Elle est âgée de seulement douze millions d'années, mais elle montre déjà des signes d'évolution hors de la séquence principale et plusieurs études lui ont d'ailleurs assigné une classe de luminosité de sous-géante,.
Le compagnon spectroscopique de l'étoile n'est pas visible dans son spectre, et de ce fait on en sait peu sur lui. L'analyse de l'orbite montre cependant qu'il a une masse supérieure à celle du Soleil. Le compagnon visuel physiquement associé, α Crucis D ou α Crucis CP, est une étoile de quinzième magnitude. Sa faiblesse visuelle suggère qu'il s'agit d'une naine rouge de type spectral M0 V. Deux étoiles encore moins brillantes sont situées à moins de 10″ de HR 4729.